# Italienische Badmintonmeisterschaft 2021
Die Italienische Badmintonmeisterschaft 2021 fand vom 19. bis zum 21. November 2021 in Mailand statt.

## Medaillengewinner
| Disziplin    | Gold                               | Silber                       | Bronze                          |
| ------------ | ---------------------------------- | ---------------------------- | ------------------------------- |
| Herreneinzel | Giovanni Toti                      | Fabio Caponio                | Enrico Baroni                   |
| Herreneinzel | Giovanni Toti                      | Fabio Caponio                | Luca Zhou                       |
| Dameneinzel  | Yasmine Hamza                      | Katharina Fink               | Judith Mair                     |
| Dameneinzel  | Yasmine Hamza                      | Katharina Fink               | Chiara Passeri                  |
| Herrendoppel | Giovanni Greco Kevin Strobl        | Fabio Caponio Giovanni Toti  | Marco Bailetti Enrico Baroni    |
| Herrendoppel | Giovanni Greco Kevin Strobl        | Fabio Caponio Giovanni Toti  | Gianmarco Bailetti David Salutt |
| Damendoppel  | Martina Corsini Judith Mair        | Katharina Fink Yasmine Hamza | Lucia Aceti Chiara Passeri      |
| Damendoppel  | Martina Corsini Judith Mair        | Katharina Fink Yasmine Hamza | Emma Piccinin Rebecca Tognetti  |
| Mixed        | Gianmarco Bailetti Martina Corsini | David Salutt Chiara Passeri  | Giorgio Gozzini Lucia Aceti     |
| Mixed        | Gianmarco Bailetti Martina Corsini | David Salutt Chiara Passeri  | Enrico Baroni Emma Piccinin     |